# Persée (1931)
Persée (Q154) – francuski oceaniczny okręt podwodny z okresu międzywojennego i II wojny światowej, jedna z 31 jednostek typu Redoutable. Okręt został zwodowany 23 maja 1931 roku w stoczni Chantiers Navals Français w Caen, a do służby w Marine nationale wszedł w czerwcu 1934 roku. Jednostka pełniła służbę na Atlantyku, a od zawarcia zawieszenia broni między Francją a Niemcami znajdowała się pod kontrolą rządu Vichy. 23 września 1940 roku „Persée” został zatopiony nieopodal Dakaru przez Brytyjczyków podczas operacji Menace.

## Projekt i budowa
„Persée” zamówiony został na podstawie programu rozbudowy floty francuskiej z 1927 roku. Projekt (o sygnaturze M6 ) był ulepszeniem pierwszych powojennych francuskich oceanicznych okrętów podwodnych – typu Requin. Poprawie uległa krytykowana w poprzednim typie zbyt mała prędkość osiągana na powierzchni oraz manewrowość. Posiadał duży zasięg i silne uzbrojenie; wadą była ciasnota wnętrza, która powodowała trudności w dostępie do zapasów prowiantu i amunicji. Konstruktorem okrętu był inż. Jean-Jacques Roquebert.
„Persée” zbudowany został w stoczni Chantiers Navals Français w Caen. Stępkę okrętu położono w 1928 roku, został zwodowany 23 maja 1931 roku, a do służby w Marine nationale przyjęto go w czerwcu 1934 roku . Jednostka otrzymała numer burtowy Q154 .

## Dane taktyczno–techniczne
„Persée” był dużym, oceanicznym okrętem podwodnym o konstrukcji dwukadłubowej. Długość całkowita wynosiła 92,3 metra (92 metry między pionami), szerokość 8,2 metra i zanurzenie 4,7 metra. Wyporność standardowa w położeniu nawodnym wynosiła 1384 tony (normalna 1570 ton), a w zanurzeniu 2084 tony. Okręt napędzany był na powierzchni przez dwa silniki wysokoprężne Schneider o łącznej mocy 6000 KM. Napęd podwodny zapewniały dwa silniki elektryczne o łącznej mocy 2000 KM. Dwuśrubowy układ napędowy pozwalał osiągnąć prędkość 17 węzłów na powierzchni i 10 węzłów w zanurzeniu. Zasięg wynosił 10 000 Mm przy prędkości 10 węzłów w położeniu nawodnym (lub 4000 Mm przy prędkości 17 węzłów) oraz 100 Mm przy prędkości 5 węzłów pod wodą. Zbiorniki paliwa mieściły 95 ton oleju napędowego . Dopuszczalna głębokość zanurzenia wynosiła 80 metrów, a czas zanurzenia 45-50 sekund. Autonomiczność okrętu wynosiła 30 dób .
Okręt wyposażony był w siedem wyrzutni torped kalibru 550 mm: cztery na dziobie i jeden potrójny zewnętrzny aparat torpedowy. Prócz tego za kioskiem znajdował się jeden podwójny dwukalibrowy (550 lub 400 mm) aparat torpedowy . Na pokładzie było miejsce na 13 torped, w tym 11 kalibru 550 mm i dwie kalibru 400 mm . Uzbrojenie artyleryjskie stanowiło działo pokładowe kalibru 100 mm M1925 L/45 oraz zdwojone stanowisko wielkokalibrowych karabinów maszynowych Hotchkiss kalibru 13,2 mm L/76 .
Załoga okrętu składała się z 4 oficerów oraz 57 podoficerów i marynarzy.

## Służba
W momencie wybuchu II wojny światowej okręt pełnił służbę na Atlantyku, będąc jednostką flagową 6. dywizjonu 4. eskadry okrętów podwodnych w Breście . Dowódcą jednostki był w tym okresie kmdr ppor. M.J.B. Lapierre . Od 14 września do 12 października 1939 roku „Persée” (wraz z bliźniaczymi jednostkami „Poncelet”, „Agosta” i „Ouessant”) patrolowały obszar wokół Azorów w poszukiwaniu niemieckich łamaczy blokady . Po patrolu okręt zawinął do Cherbourga, gdzie trafił do stoczni na remont trwający do połowy czerwca 1940 roku . W czerwcu 1940 roku okręt znajdował się w Breście, gdzie był remontowany, a jego dowódcą był nadal kmdr ppor. M.J.B. Lapierre . 18 czerwca, wobec zbliżania się wojsk niemieckich do portu w Breście, „Persée” ewakuował się do Casablanki (razem z okrętami podwodnymi „Casabianca”, „Sfax”, „Poncelet”, „Ajax”, „Circé”, „Thétis”, „Calypso”, „Méduse”, „La Sibylle”, „Amazone”, „Antiope”, „Orphée” i „Amphitrite”) . Po zawarciu zawieszenia broni między Francją a Niemcami okręt znalazł się pod kontrolą rządu Vichy.
W momencie rozpoczęcia operacji Menace „Persée” przebywał w Dakarze i wziął udział w obronie portu przed atakiem aliantów . 23 września 1940 roku o godzinie 11:30 „Persée” w położeniu nawodnym wykonał atak torpedowy na brytyjski krążownik lekki HMS „Dragon”, jednak okręt ten uniknął torped i otworzył ogień artyleryjski w kierunku zanurzającego się przeciwnika . Obrzucony bombami głębinowymi przez towarzyszące krążownikowi niszczyciele HMS „Inglefield” i HMS „Foresight” ciężko uszkodzony okręt zdołał się wynurzyć i po opuszczeniu go przez załogę zatonął około godziny 11:50 .